# San Lorenzo, San Marcos
San Lorenzo är en kommunhuvudort i Guatemala.   Den ligger i kommunen Municipio de San Lorenzo och departementet Departamento de San Marcos, i den västra delen av landet, 140 km väster om huvudstaden Guatemala City. San Lorenzo ligger 2 669 meter över havet och antalet invånare är 945.
Terrängen runt San Lorenzo är lite bergig. Runt San Lorenzo är det tätbefolkat, med 550 invånare per kvadratkilometer. Närmaste större samhälle är Comitancillo, 5,8 km norr om San Lorenzo. I omgivningarna runt San Lorenzo växer huvudsakligen savannskog.